# Henry Scott Holland

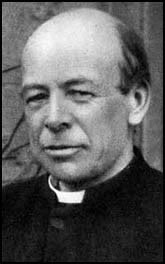
Henry Scott Holland (etwa 1910)

Henry Scott Holland (* 27. Januar 1847 in Ledbury, West Midlands; † 17. März 1918 in Oxford, South East England) war ein englischer Geistlicher und anglikanischer Theologe sowie Regius Professor of Divinity an der Universität von Oxford. Er lehrte Philosophie und Religion und veröffentlichte zahlreiche Schriften zu diesen Themen. Holland war Domherr der Christ Church Cathedral.

## Leben
Henry Scott Holland wurde in Ledbury, einer Stadt in Herefordshire, England, geboren. Er war der Sohn aus der Ehe von George Henry Holland (1818–1891) of Dumbleton Hall, Evesham, und Charlotte Dorothy Gifford, der Tochter von Lord Robert Gifford 1st Baron Gifford, einem Chief Justice of the Common Pleas. Er erhielt seine Erziehung und Ausbildung in Eton, wo er ein Schüler von William Johnson Cory war, und am Balliol College der University of Oxford. Holland studierte Literae humaniores (englisch Greats), einen Studiengang in Klassischen Altertumswissenschaften und der antiken Philosophie. Er interessierte sich insbesondere für Leben und Werk von Thomas Hill Green, einem sozialliberalen Politiker und Hegelianer des britischen Idealismus. Holland erwarb die Oxford-Graduierungen Doctor of Divinity (Divinitatis Doctor; DD), Master of Arts (Magister Artium; MA) und erhielt die Ehrendoktorwürde als Doctor of Letters (Litterarum doctor).
1862 empfing er die Diakonweihe; 1874 folgte die Priesterweihe. Er wurde bereits als Student als Tutor für Christ Church in Oxford auserwählt. 1884 verließ Holland die Universität von Oxford und wurde als Kanoniker an die St Paul’s Cathedral in London berufen.
Hollands besonderes Interesse lag auf dem Gebiet der sozialen Gerechtigkeit. Er etablierte und formte die Gruppe um den Begriff PESEK (Politik, Ökonomie, Sozialismus, Ethik, Christentum), der in seiner Definition und dem schlussendlichen Zusammenhang darlegte, dass die kapitalistische Ausbeutung – aber auch die „Kraftlosigkeit“ des Proletariats – für die zeitgenössische städtische Armut verantwortlich seien.
1889 gründete Holland die Christian Social Union, eine Organisation innerhalb der Church of England. 1910 wurde er zum Regius Professor of Divinity ernannt, einer der ältesten und renommiertesten Professuren in Oxford und Cambridge. Dieses Amt behielt Holland bis zu seinem Tod im Jahr 1918 inne.

## Death Is Nothing At All
Am 15. Mai 1910 hat Henry Scott Holland als damaliger Domherr der Saint Paul’s Cathedral in London eine Predigt anlässlich des Todes von König Edward VII. gehalten. In der Predigt mit dem Titel „The King of Terrors“ untersucht Holland die natürlichen, aber scheinbar widersprüchlichen Antworten auf den Tod, den ‚König der Schrecken’: die Furcht vor dem Unerklärlichen und der Glaube an den Fortbestand der Existenz. Aus der Auseinandersetzung mit Letzterem stammt das heutzutage bekannteste Zitat von ihm, das in der Regel verkürzt wiedergegeben wird:
| "Death is nothing at all. I have only slipped away into the next room. I am I, and you are you. Whatever we were to each other, that we are still. Call me by the old familiar name. Speak of me in the easy way which you always used. Put no difference into your tone. Wear no forced air of solemnity or sorrow. Laugh as we always laughed at the little jokes that we enjoyed together. Play, smile, think of me, pray for me. Let my name be ever the household word that it always was. Let it be spoken without an effort, without the ghost of a shadow upon it. Life means all that it ever meant. It is the same as it ever was. There is absolute and unbroken continuity. What is this death but a negligible accident? Why should I be out of mind because I am out of sight? I am just waiting for you, for an interval, somewhere very near, just round the corner. All is well." |

| Tod bedeutet gar nichts. Ich bin nur nach nebenan verschwunden. Ich bin ich und du bist du. Was immer wir füreinander waren, das sind wir noch. Nenne mich bei dem alten vertrauten Namen. Sprich von mir, wie du es immer getan hast. Ändere nicht deinen Tonfall. Zwinge dich nicht zu aufgesetzter Feierlichkeit oder Traurigkeit. Lache weiterhin über die kleinen Scherze, an denen wir gemeinsam Spaß hatten. Spiele, lächle, denke an mich, bete für mich. Lass meinen Namen weiterhin so geläufig sein, wie er immer war. Sprich ihn unbekümmert aus, ohne die Spur eines Schattens. Das Leben bedeutet all das, was es bisher bedeutete. Es ist genauso wie immer. Es geht uneingeschränkt und ununterbrochen weiter. Ist der Tod nicht nur ein unbedeutender Zwischenfall? Warum sollte ich vergessen sein, nur weil du mich nicht mehr siehst? Ich warte einstweilen auf dich, ganz in der Nähe, nur um die Ecke. Alles ist gut. |

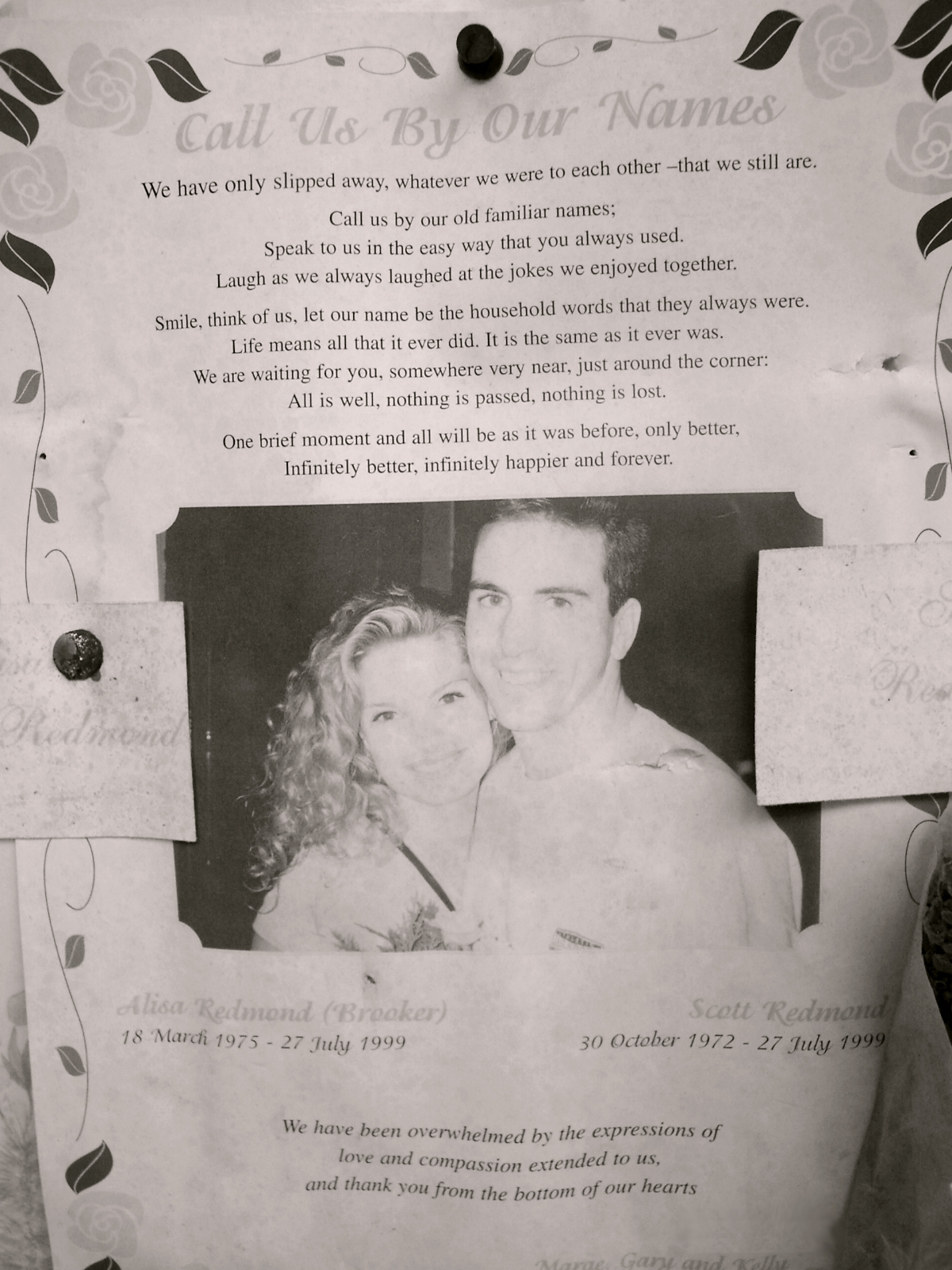
Holland-Adaption: Erinnerung an Opfer der Canyoning-Tragödie, Saxetbach Juli 1999. Wilderswil, Schweiz

Dieser Text wird oft fälschlich Annette von Droste-Hülshoff zugeschrieben.

## Werke
- Henry Scott Holland: Death Is Nothing At All; London, Souvenir Press 1987; ISBN 0-285-62824-0.
- Henry Scott Holland: Der Tod bedeutet gar nichts; München, Knaur 2006; ISBN 3-426-66589-1.